# 舞龍

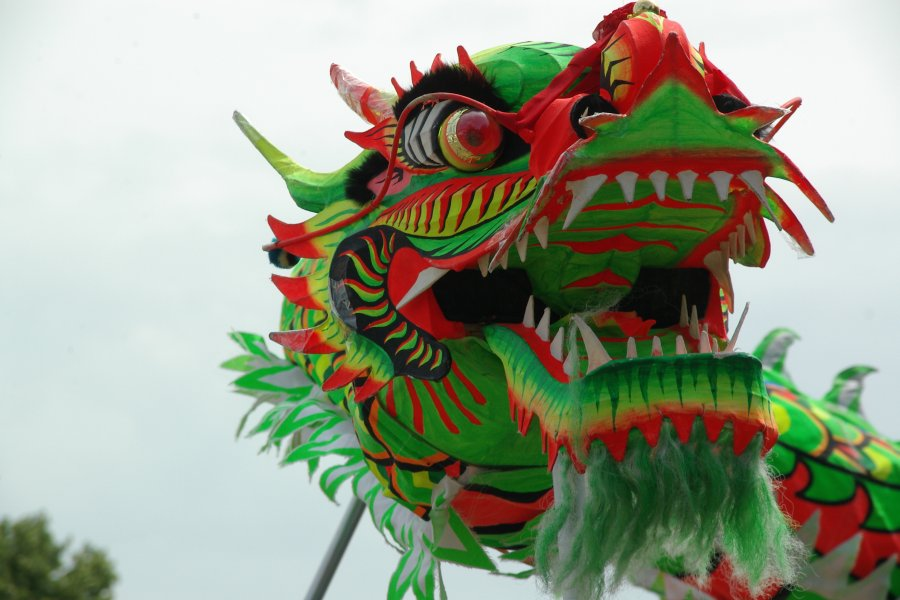
龍頭

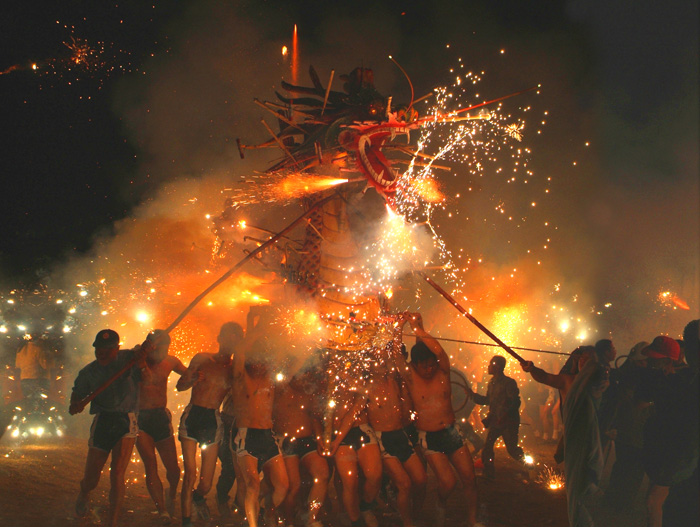
夜間舞龍

舞龍起源於中國的傳統舞蹈。舞龍和舞獅，是古時一年中的大型節慶節目之一。隨着華人移民到世界各地，現在的舞龍文化，已經遍及中國大陸、台灣、香港、東南亞，以至歐美、澳大利亚、紐西蘭各個華人集中的地區，成為中華文化的一個標誌。

## 風格

### 南龍

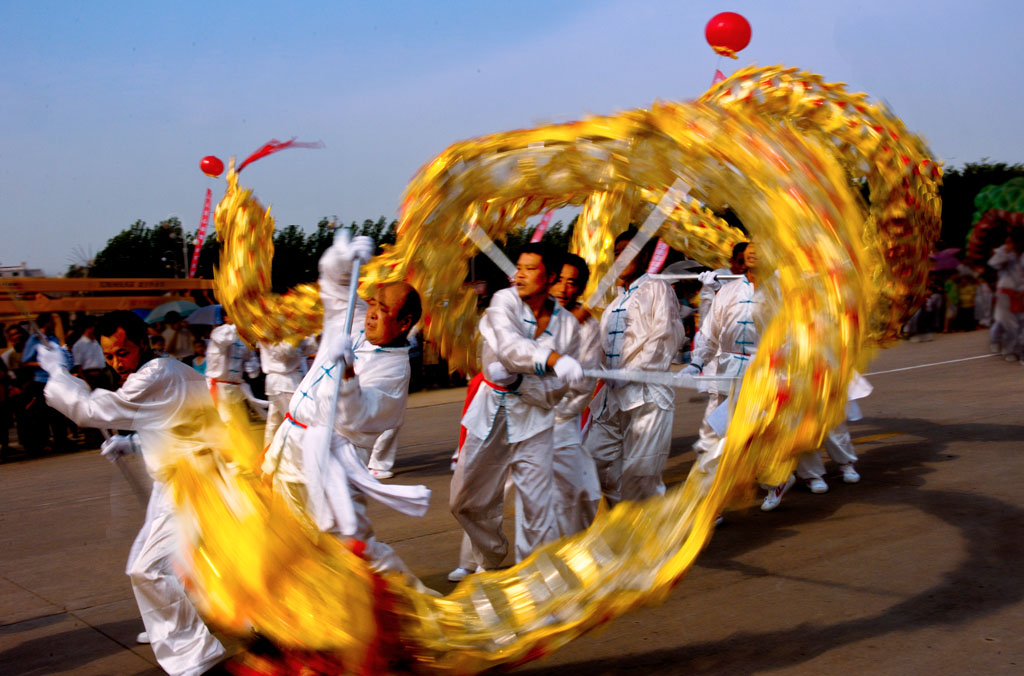
舞龍陣

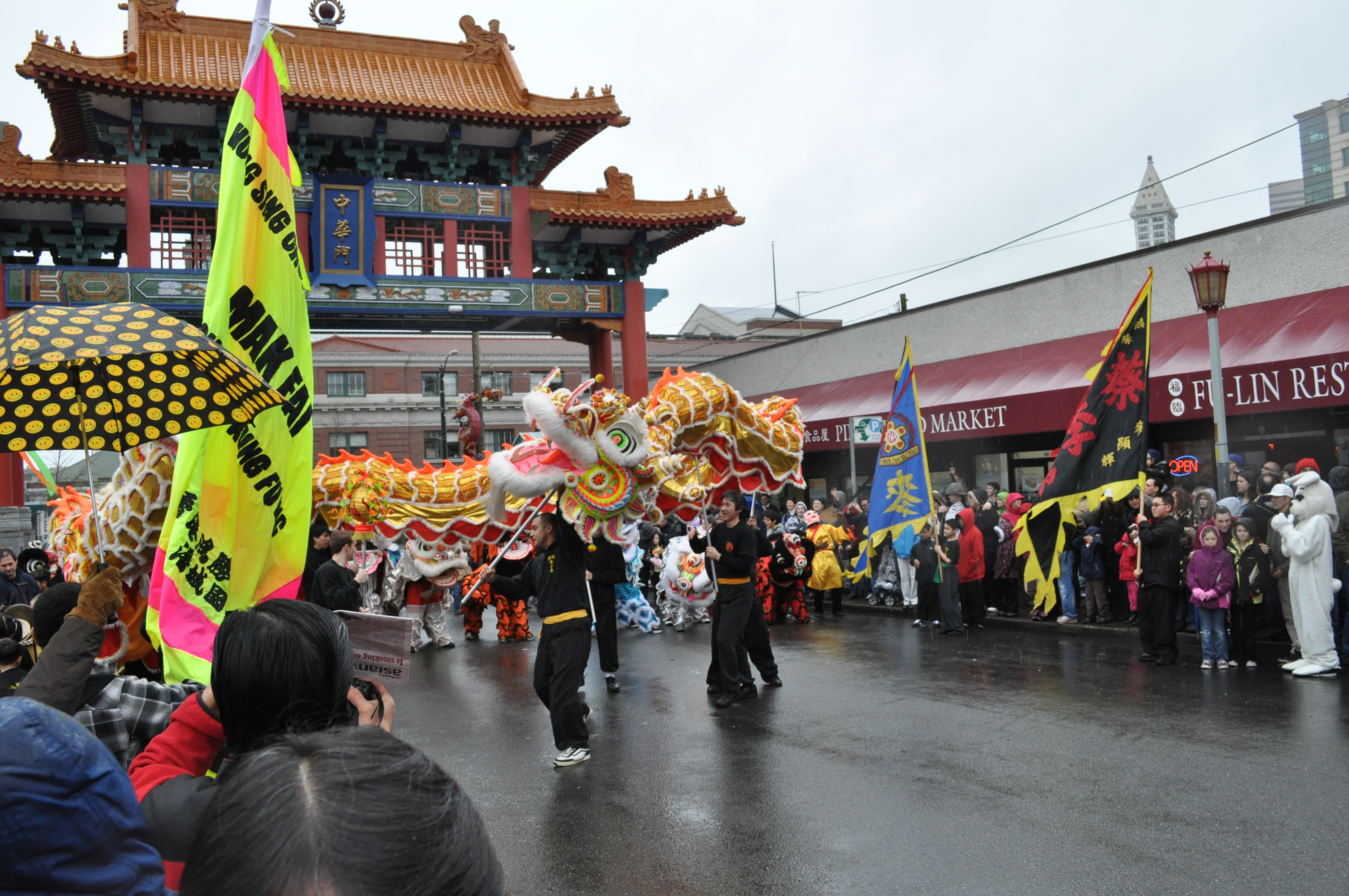
西雅圖的新年舞龍

南龍，顧名思義，在江南一帶發展出來的舞龍形式。
南龍的龍身比較重，龍頭在整條龍最重的部份。南龍的風格在有氣勢。因為它的重量關係，所以動作上說，沒有像北龍般注重花巧，而在注重體力上。
引南龍的在一顆龍珠一個人，而加上龍身，通常就要有十個人左右，龍身大約長九米。由於南龍不追求靈活，所以，龍身可以在二十米、百米，甚至有千米長龍。龍頭大而細，亦因應龍身長短而改變。
在製作上，南龍比較傳統，龍頭用竹紙紮。傳統的龍身花紋是用布縫上去，而比賽龍的龍身花紋，為求輕巧，也是在布上畫出來的。現在大部份都在採用畫上去的方法，甚至在電腦配合縫出來。
南龍的動作：盤圈、S彎、龍頭越過龍身、雙龍搶珠等等。

### 北龍
北龍在江北一帶發展出的風格。

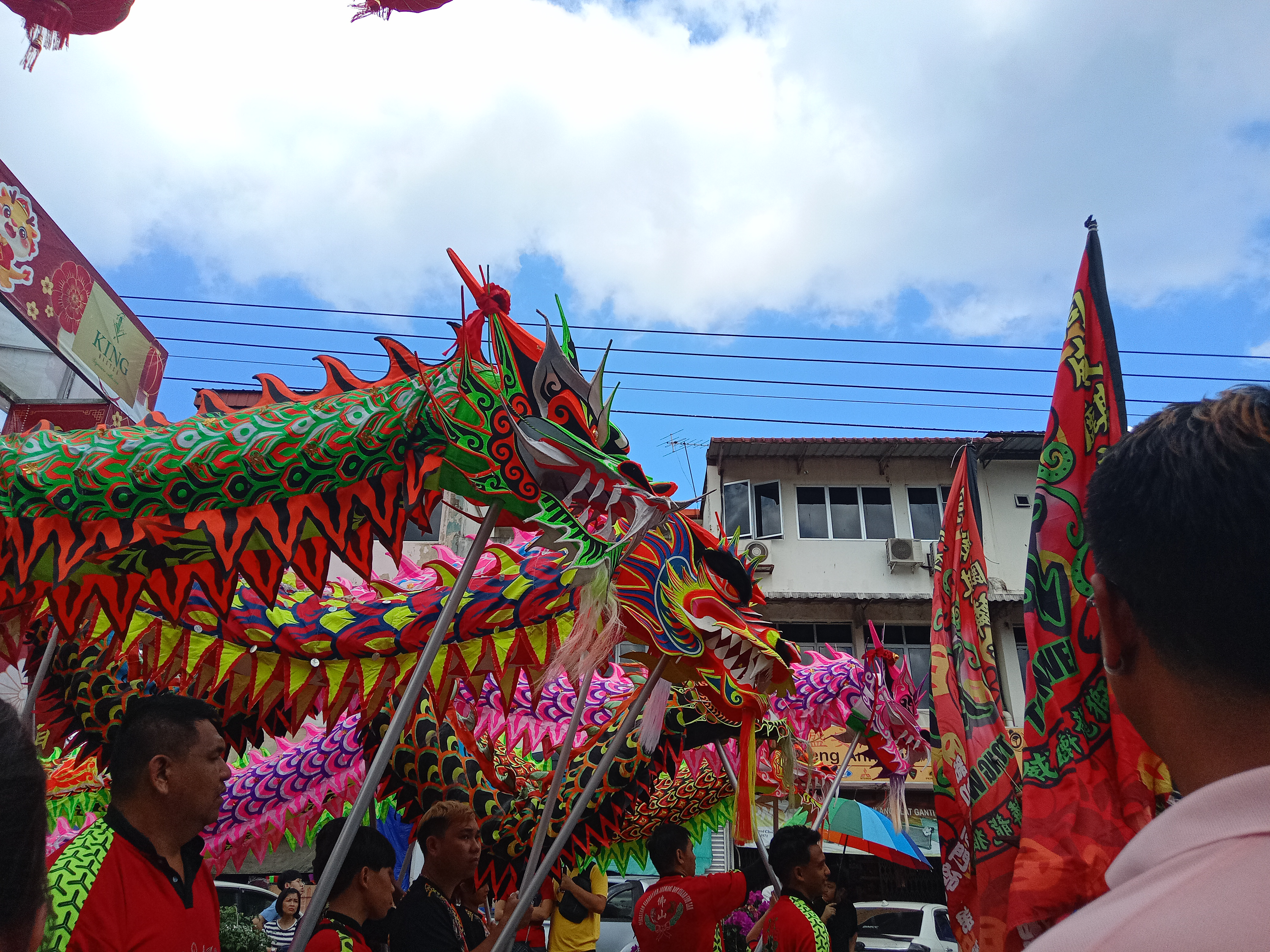
马来西亚砂拉越石隆门黄老仙师宫元宵节游神的舞龙队伍。

以龍身來說，北龍龍頭比較細小和輕巧，用料可以在傳統的紙紮，或者比較新穎的用輕身的膠質，以便作出多花款的動作，譬如：左右翻騰等等。有別於南龍，北龍的動作範圍細多，故而所要求的體力亦相對降低。
北龍的動作，通常都適宜在漆黑環境中進行。所以，製作北龍的物料都是螢光。
目前，北龍在世界上比較流行。在中國大陸、香港、澳門、馬來西亞、新加坡等地方，都經常舉辦舞龍的龍藝賽事和表演。

## 影响
奥地利维也纳的少林文化节有舞龙表演，旨在介绍中国传统文化。

## 参看
- 舞火龍
- 舞獅
- 施順榮